# Coorilla longictena
Coorilla longictena är en loppart som beskrevs av Dunnet et Mardon 1973. Coorilla longictena ingår i släktet Coorilla och familjen fladdermusloppor. Inga underarter finns listade i Catalogue of Life.